# Future of the Past
Future of the Past – album deathmetalowej grupy muzycznej Vader zawierający wyłącznie interpretacje utworów takich grup jak: Sodom, Kreator, Dark Angel czy Celtic Frost. Wydawnictwo ukazało się 3 grudnia 1996 roku przez Koch International w Polsce, przez System Shock/Impact Records w pozostałych krajach Europy. W Stanach Zjednoczonych płyta ukazał się dzięki Century Media Records, natomiast w Japonii dzięki Avalon/Marquee Inc..
Utwory 1-7 zostały nagrane i zmiksowane w Selani Studio w Olsztynie we wrześniu 1996. Utwory 8 i 9 również nagrano w Selani Studio w maju 1996. Utwór 10 nagrano i zmiksowano w Modern Sound Studio w maju 1995, natomiast utwór 11 zrealizowano również w Modern Sound w marcu 1994.

## Lista utworów
Opracowano na podstawie materiału źródłowego.
| Nr  | Tytuł utworu                                    | Autorzy                                                   | Długość |
| --- | ----------------------------------------------- | --------------------------------------------------------- | ------- |
| 1.  | „Outbreak of Evil (cover Sodom)”                | Chris Witchhunter, Frank Blackfire, Tom Angelripper       | 02:05   |
| 2.  | „Flag of Hate (cover Kreator)”                  | Mille Petrozza, Rob Fioretti, Jürgen Reil                 | 03:11   |
| 3.  | „Storm of Stress (cover Terrorizer)”            | Oscar Garcia, Jesse Pintado, David Vincent, Pete Sandoval | 01:15   |
| 4.  | „Death Metal (cover Possessed)”                 | Jeff Becerra, Mike Torrao                                 | 02:38   |
| 5.  | „Fear of Napalm (cover Terrorizer)”             | Oscar Garcia, Jesse Pintado, David Vincent, Pete Sandoval | 02:45   |
| 6.  | „Merciless Death (cover Dark Angel)”            | Don Doty, Eric Meyer, Jim Durkin, Rob Yahn, Jack Schwartz | 04:05   |
| 7.  | „Dethroned Emperor (cover Celtic Frost)”        | Tom Gabriel Fischer                                       | 04:06   |
| 8.  | „Silent Scream (cover Slayer)”                  | Tom Araya, Jeff Hanneman, Kerry King                      | 02:56   |
| 9.  | „We Are the League (cover Anti-Nowhere League)” | Nick Culmer, Chris Exall                                  | 02:35   |
| 10. | „I.F.Y. (I Feel You) (cover Depeche Mode)”      | Martin Gore                                               | 04:20   |
| 11. | „Black Sabbath (cover Black Sabbath)”           | Ozzy Osbourne, Tony Iommi, Geezer Butler, Bill Ward       | 06:19   |
|     |                                                 |                                                           | 36:15   |

| Utwór dodatkowy – edycja japońska | Utwór dodatkowy – edycja japońska | Utwór dodatkowy – edycja japońska                                              | Utwór dodatkowy – edycja japońska |
| Nr                                | Tytuł utworu                      | Autorzy                                                                        | Długość                           |
| --------------------------------- | --------------------------------- | ------------------------------------------------------------------------------ | --------------------------------- |
| 1.                                | „Oracle (cover Kat)”              | Tomasz Jaguś, Piotr Luczyk, Wojciech Mrowiec, Roman Kostrzewski, Ireneusz Loth | 03:25                             |

## Twórcy
Opracowano na podstawie materiału źródłowego.
| Zespół Vader w składzie - Piotr „Peter” Wiwczarek – gitara rytmiczna, gitara prowadząca, gitara basowa, śpiew, produkcja muzyczna - Jarosław „China” Łabieniec – gitara prowadząca - Leszek „Shambo” Rakowski – gitara basowa[A] - Krzysztof „Docent” Raczkowski – perkusja Dodatkowi muzycy - Grzegorz Skawiński – gościnnie gitara prowadząca (utwór „Black Sabbath”) - Cezary Augustynowicz – gościnnie śpiew (utwór „Flag Of Hate”) |  | Produkcja - Andrzej Bomba – realizacja (utwory 1-9) - Adam Toczko – realizacja (utwory 10) - Tomasz Bonarowski – realizacja (utwory 10, 11) - Grzegorz Piwkowski – mastering - Krzysztof Iwin – projekt okładki i wykonanie |

Notatki
- A^ Wymieniony na płycie, nie brał udziału w nagraniach[3].

## Wydania
| Rok  | Nr katalogowy | Format        | Wytwórnia                   | Region            | Źródło      |
| ---- | ------------- | ------------- | --------------------------- | ----------------- | ----------- |
| 1996 | 33836-2       | CD, Album     | Koch International          | Polska            | [ 4 ] [ 5 ] |
| 1996 | 33836-4       | CS, Album     | Koch International          | Polska            | [ 5 ]       |
| 1996 | IR-C 092      | CD, Album     | System Shock/Impact Records | Europa            | [ 5 ] [ 6 ] |
| 1997 | MICP-10015    | CD, Album     | Avalon/Marquee Inc.         | Japonia           | [ 5 ] [ 7 ] |
| 1998 | 769623228221  | CD, Album     | Pavement Music              | Stany Zjednoczone | [ 5 ] [ 8 ] |
| 2002 | MMP CD 0153   | CD, Album, RM | Metal Mind Productions      | Polska            | [ 5 ] [ 9 ] |